# Гирс, Георгий Фёдорович (военный)
Георгий Фёдорович Гирс (1877 — 1965) — русский военный, полковник РИА; также педагог и военный историк.

## Биография
Родился 28 декабря 1877 года в Санкт-Петербурге в православной семье.
Обучался в Пажеском корпусе, на военную службу поступил 1 сентября 1895 года. По окончании Пажеского корпуса в 1897 году, был выпущен из камер-пажей подпоручиком в лейб-гвардии Преображенский полк. Чин поручика получил в 1901 году. В 1905 году окончил Александровскую военно-юридическую академию и был возведён в этом же году в штабс-капитаны. Затем в 1906 году окончил Курсы по подготовке офицеров для воспитательной деятельности в кадетских корпусах. В 1907 году был переведен из Преображенского полка в Пажеский Его Императорского Величества корпус офицером-воспитателем, с повышением в чине до капитана. С 22 по 31 декабря 1908 года Г. Ф. Гирс в качестве обязательного участника был  представителем от Пажеского корпуса на Первом съезде офицеров-воспитателей кадетских корпусов. По 19 июня 1914 года был помощником инспектора классов Пажеского корпуса. Подполковник с 1910 года, полковник с 1914 года. С 20 июня 1914 года Георгий Гирс служил начальником отдела канцелярии Финляндского генерал-губернатора.

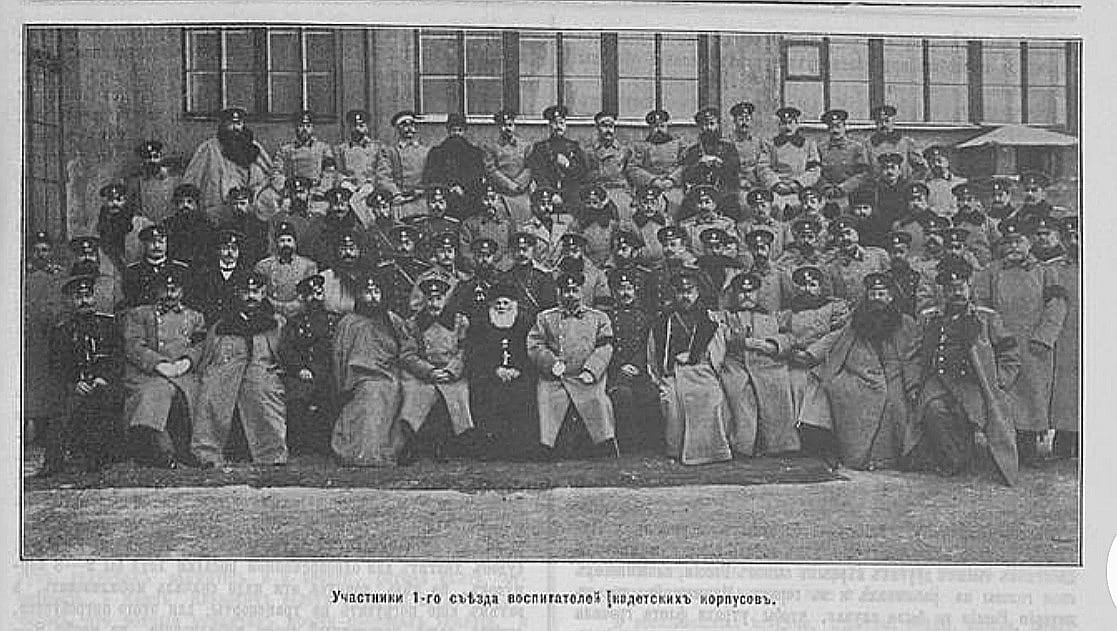
Первый ряд: А. И. Калишевский, Н. А. Хамин, Е. Е. Семашкевич, П. Н. Лазарев-Станищев, В. В. Римский-Корсаков, В. Э. Данкварт, В. А. Шильдер, Л. П. Войшин-Мурдас-Жилинский, Н. А. Радкевич, В. В. Григоров, Н. П. Попов, В. М. Кох. Второй ряд: Н. А. Зотов, М. Л. Салатко-Петрище, Н. Д. Казанцев, К. П. Сангайло, В. В. Цытович, М. А. Трубников, В. И. Греков, А. В. Полторацкий, Г. Ф. Гирс, А. Н. Зауервейд, Е. И. Глотов, А.Ф Вячеслов, И. И. Рыковский, Н. К. Михайловский, В. Д. Языков, А. Л. Вильке, Д. А. Агищев, Н. Н. Бахтин, А. Н. Антонов, Е. А. Заржецкий. Третий ряд: М. А. Угрюмов, Н. Г. Лукирский, В. В. Гаврилович, Ф. В. Гринев, Б. А. Вильбоа, В. П. Дзякович, И. А. Завадский, Г. Д. Дитерихс, М. И. Мягков, В. И. Попов-Азотов, Н. Л. Хитрин, В. О. Плошинский, А. С. Азарьев, Н. Д. Коптев, В. А. Муромцев, Ф. Н. Доннер, В. В. Смирнов, А. Д. Ромашкевич, Н. Н. Купчинский, М. А. Сафонов. Четвёртый ряд: К. К. Лютер, Н. С. Желязовский, В. С. Лавров, Б. А. Гартвиг, А. С. Манучаров, В. И. Бурков, Т. В. Львов, П. П. Шаховской, В. С. Яковлев, В. Д. Чемякин, П. П. Черепанов, И. Г. Денисов, В. В. Татаринов, Н. В. Петров. Санкт-Петербург. 1908 год

Участвовал в Первой мировой войне. До 23 апреля 1916 года служил в 425-м пехотном Каргопольском полку, после чего был переведен в 10-й Туркестанский стрелковый полк. Затем был назначен командиром 9-го Туркестанского стрелкового полка, а с 15 сентября 1917 года стал директором 3-го Московского кадетского корпуса.
После Октябрьской революции Пажеский корпус был закрыт. Гирс некоторое время жил у своей матери в Сергиевом Посаде. С 1918 года Георгий Фёдорович служил в РККА. Был начальником Военно-педагогической академии и главным редактором «Военно-педагогического журнала», а также членом редакционной комиссии журнала «Военная мысль и революция». Преподавал в Военно-педагогическом институте. В 1930-х годах был выслан в Пермскую область, где проживал в посёлке (ныне город) Березники. Был арестован органами НКВД 4 декабря 1942 года. Дело было прекращено, и 13 марта 1943 года Георгий Гирс был освобождён. С 1944 в звании подполковника участвовал в Великой Отечественной войне, награждён медалью "За боевые заслуги" Точные дата и место смерти неизвестны.
В Личных архивах Государственных хранилищ СССР имеются документы, относящиеся к Г. Ф. Гирсу.

## Награды
- Был награждён орденами Св. Станислава 3-й степени (1907), Св. Анны 3-й степени (1910), Св. Владимира 3-й степени с мечами (1917) и Георгиевским оружием (1917).